# Antho chartacea
Antho chartacea är en svampdjursart som först beskrevs av Thomas Whitelegge 1907.  Antho chartacea ingår i släktet Antho och familjen Microcionidae. Inga underarter finns listade i Catalogue of Life.